# West Bend (thị trấn), Wisconsin
West Bend là một thị trấn thuộc quận Washington, tiểu bang Wisconsin, Hoa Kỳ. Năm 2010, dân số của thị trấn này là 4.689 người.